# مهران رجبی
مهران رجبی (زادهٔ ۱۲ دی ۱۳۴۰) بازیگر و مجری اهل ایران است. او برای بازی در کودک و سرباز (۱۳۷۸) نامزد دریافت سیمرغ بلورین بهترین بازیگر نقش مکمل مرد جشنواره فیلم فجر شد.
وی فارغ‌التحصیل دوره کارشناسی رشته گرافیک از دانشگاه تهران و کارشناسی ارشد گرافیک در دانشگاه تربیت مدرس است. رجبی از پرکارترین بازیگران ایرانی است که در آثار مختلفی از جمله مجموعه‌های تلویزیونی روزگار قریب، زیرزمین، سه در چهار، چاردیواری و دردسرهای عظیم به ایفای نقش پرداخته است.

## زندگی و حرفه
مهران رجبی در ۱۲ دی ۱۳۴۰ در کرج به دنیا آمد. او اصالتا اهل واریان است. پدرش به باغبانی و کشاورزی مشغول بود و در سال ۱۳۶۵ بر اثر افتادن از درخت درگذشت. رجبی فرزند آخر خانواده است و دو برادر بزرگتر از خودش دارد. خواهرش در دو سالگی درگذشت. وی به مدت ۲۰ سال معلم بود و به‌خاطر بازیگری خود را بازخرید کرد، او در سال ۱۳۶۹ با افسانه کیا کارمند آموزش و پرورش ازدواج کرد و اکنون دارای دو دختر و یک پسر هستند. رجبی در دوره راهنمایی در مدرسه دکتر مرادیان در کرج شرکت کرد. او علاوه بر تحصیل، عضو تیم ملی نوجوانان زیر ۱۸ سال اسکی روی آب بود. او در زمان  انقلاب ۱۳۵۷ در مبارزات ضد حکومت پهلوی و در جنگ ایران و عراق نیز به عنوان غواص داوطلبانه حضور یافت. وی فارغ‌التحصیل دوره کارشناسی رشته گرافیک از دانشگاه تهران و کارشناسی ارشد گرافیک در دانشگاه تربیت مدرس است. رجبی به وسیله سیدرضا میرکریمی که همکلاس او در دانشگاه بود به تلویزیون و سینما راه یافت.

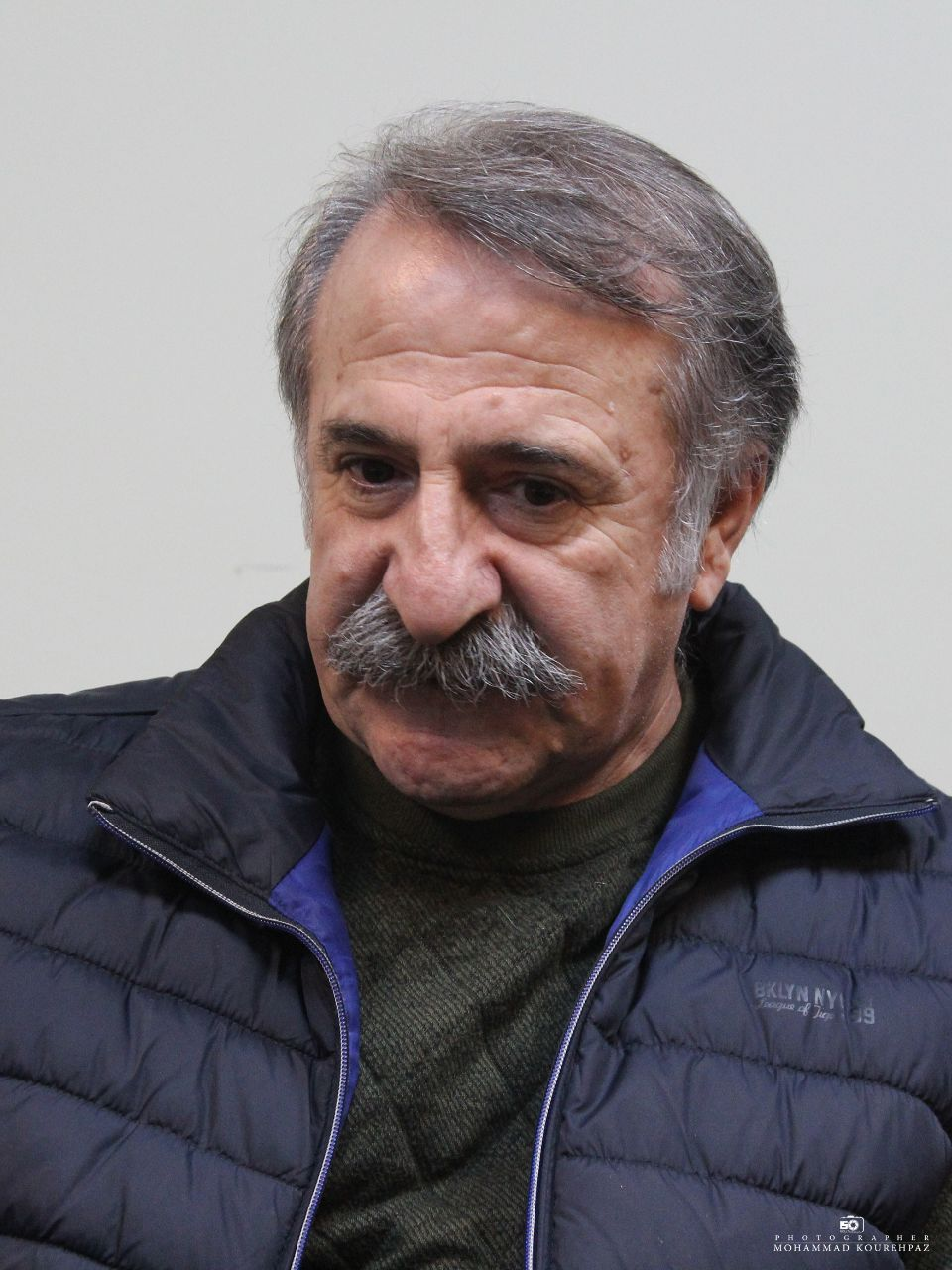
مهران رجبی در سال ۱۳۹۸

اولین حضور در جلوی دوربین را در سال ۱۳۷۶ در مجموعه تلویزیونی بچه‌های مدرسه همت تجربه کرد. در سال ۱۳۷۸ با بازی در فیلم سینمایی کودک و سرباز به کارگردانی سیدرضا میرکریمی نخستین کار سینمایی را در کارنامه‌اش ثبت کرد. نقش او در این فیلم، کاندیدای جایزه جشنواره فجر شد. با فیلم بعدی میرکریمی یعنی زیر نور ماه که رجبی در آن ایفاگر نقش یک روحانی رئیس حوزه بود مورد توجه منتقدان قرار گرفت و پیشنهاد بازی در خانه‌ای روی آب و از کنار هم می‌گذریم به وی شد.

## فیلم‌شناسی

### سینما
| سال  | نام اثر                                       | کارگردان               |
| ---- | --------------------------------------------- | ---------------------- |
| ۱۴۰۱ | ویلای ساحلی                                   | کیانوش عیاری           |
| ۱۴۰۰ | بازیگوش‌ها                                     | نادره ترکمانی          |
| ۱۳۹۹ | طبقه یک و نیم                                 | نوید اسماعیلی          |
| ۱۳۹۹ | کوسه                                          | علی عطشانی             |
| ۱۳۹۸ | هزار سال با تو                                | حسین طبیب زاده         |
| ۱۳۹۸ | چند می‌گیری گریه کنی ۲                         | علی توکل نیا           |
| ۱۳۹۸ | بانوی قلعه                                    | مسعود ژاله گویان       |
| ۱۳۹۸ | بوی عطر مردانه                                | ندا غفاری              |
| ۱۳۹۷ | مأموریت غیرممکن                               | یعقوب غفاری            |
| ۱۳۹۷ | پاییز                                         | مهدی بوستان پرور       |
| ۱۳۹۷ | تیغ و ترمه                                    | کیومرث پوراحمد         |
| ۱۳۹۷ | سلام علیکم حاج آقا                            | حسین تبریزی            |
| ۱۳۹۷ | سربازخانه خانم‌ها                              | محسن کیانی             |
| ۱۳۹۷ | زنده باد خودم                                 | سید محمدرضا ممتاز      |
| ۱۳۹۷ | تهران لندن                                    | مرتضی ذوالفقاری نسب    |
| ۱۳۹۷ | مهریه                                         | امیرحسین ماکویی        |
| ۱۳۹۷ | جانان                                         | کامران قدکچیان         |
| ۱۳۹۶ | ما خیلی باحالیم                               | بهمن گودرزی            |
| ۱۳۹۵ | نازلی                                         | محمود معظمی            |
| ۱۳۹۵ | انزوا                                         | مرتضی علی عباس میرزایی |
| ۱۳۹۵ | ناردون                                        | فریدون حسن پور         |
| ۱۳۹۵ | هفت معکوس                                     | مهدی خسروی             |
| ۱۳۹۴ | رسوایی ۲                                      | مسعود ده‌نمکی           |
| ۱۳۹۴ | آپارتمان آقای هنرپیشه                         | سید محمدرضا رئیسی      |
| ۱۳۹۴ | ثبت با سند برابر است                          | بهمن گودرزی            |
| ۱۳۹۳ | شیپورچی                                       | سید وحید حسینی         |
| ۱۳۹۳ | پارادایس                                      | علی عطشانی             |
| ۱۳۹۳ | شرم گفتن                                      | حسین بابائیان          |
| ۱۳۹۳ | بلوف ۲۰۱۴                                     | محسن درمنش             |
| ۱۳۹۳ | دریاکنار                                      | آرش معیریان            |
| ۱۳۹۳ | گاو زخمی                                      | سعید دولتخانی          |
| ۱۳۹۳ | تابو                                          | خسرو معصومی            |
| ۱۳۹۲ | پاشنه بلند                                    | علی عطشانی             |
| ۱۳۹۲ | خانه نشین                                     | کمال مقدم              |
| ۱۳۹۲ | مبارزان کوچک                                  | سید داوود اطیابی       |
| ۱۳۹۲ | این یک رویاست                                 | محمود غفاری            |
| ۱۳۹۲ | کلاه تو کلاه                                  | هادی رحیمی خواص        |
| ۱۳۹۲ | عروس و ملوس                                   | فرید کلهر              |
| ۱۳۹۲ | انارهای نارس                                  | مجیدرضا مصطفوی         |
| ۱۳۹۲ | شهر در امن و امان است                         | کمال مقدم              |
| ۱۳۹۲ | کالسکه                                        | آرش معیریان            |
| ۱۳۹۱ | شاه دزد                                       | سید محسن میرحسینی      |
| ۱۳۹۱ | جابه‌جا                                        | علی توکل نیا           |
| ۱۳۹۱ | گهواره ای برای مادر                           | پناه بر خدا رضایی      |
| ۱۳۹۱ | بهشت موازی (تله فیلم)                         | شاهد احمدلو            |
| ۱۳۹۱ | آقای الف                                      | علی عطشانی             |
| ۱۳۹۱ | اشیا از آنچه در آینه می‌بینید به شما نزدیکترند | نرگس آبیار             |
| ۱۳۹۰ | ساده دل                                       | محسن منشی زاده         |
| ۱۳۹۰ | بچگیتو فراموش نکن                             | جلال فاطمی             |
| ۱۳۹۰ | دوازده صندلی                                  | اسماعیل براری          |
| ۱۳۹۰ | یک داستان عاشقانه                             | مصطفی کوشکی            |
| ۱۳۹۰ | مردها دروغ نمی‌گویند                           | حسین تبریزی            |
| ۱۳۹۰ | هفت خط                                        | سعید آقاخانی           |
| ۱۳۹۰ | ساعت شلوغی                                    | آرش معیریان            |
| ۱۳۸۹ | خنده در باران                                 | داریوش فرهنگ           |
| ۱۳۸۹ | در امتداد شهر                                 | علی عطشانی             |
| ۱۳۸۹ | پرنده باز                                     | عطاالله سلمانیان       |
| ۱۳۸۹ | دموکراسی تو روز روشن                          | علی عطشانی             |
| ۱۳۸۹ | آژانس ازدواج                                  | محمد درمنش             |
| ۱۳۸۹ | شرط ازدواج                                    | محسن منشی زاده         |
| ۱۳۸۹ | مسیر آسمان                                    | علی عطشانی             |
| ۱۳۸۹ | ما همه گناهکاریم                              | حسن ناظر               |
| ۱۳۸۹ | دامادی به نام صفر                             | فرشاد ارج              |
| ۱۳۸۹ | ورود زنده‌ها ممنوع                             | جواد مزدآبادی          |
| ۱۳۸۹ | دختر شاه پریون                                | کامران قدکچیان         |
| ۱۳۸۹ | دیگری                                         | مهدی رحمانی            |
| ۱۳۸۹ | خانه پدری                                     | کیانوش عیاری           |
| ۱۳۸۸ | ازدواج در وقت اضافه                           | سعید سهیلی             |
| ۱۳۸۸ | آخرین مجرد                                    | محمدرضا فاضلی          |
| ۱۳۸۸ | گور به گور                                    | بهرنگ توفیقی           |
| ۱۳۸۸ | دلقک‌ها                                        | عباس مرادیان           |
| ۱۳۸۸ | شیر و عسل                                     | آرش معیریان            |
| ۱۳۸۸ | حلقه‌های ازدواج                                | شاهین باباپور          |
| ۱۳۸۸ | بعد از ظهر سگی سگی                            | مصطفی کیایی            |
| ۱۳۸۸ | تابستان عزیز                                  | امیر شهاب رضویان       |
| ۱۳۸۸ | فراری                                         | سعید عالم زاده         |
| ۱۳۸۸ | پرواز مرغابی‌ها                                | علی شاه حاتمی          |
| ۱۳۸۸ | طلاق به سبک ایرانی                            | فربد کلهر              |
| ۱۳۸۷ | چارچنگولی                                     | سعید سهیلی             |
| ۱۳۸۷ | طلا و مس                                      | همایون اسعدیان         |
| ۱۳۸۷ | کلانتری غیرانتفاعی                            | یدالله صمدی            |
| ۱۳۸۷ | پوست موز                                      | علی عطشانی             |
| ۱۳۸۷ | دلداده                                        | قدرت‌الله صلح میرزایی   |
| ۱۳۸۷ | نفوذی                                         | احمد کاوری             |
| ۱۳۸۷ | ده رقمی                                       | همایون اسعدیان         |
| ۱۳۸۷ | اخراجی‌ها ۲                                    | مسعود ده‌نمکی           |
| ۱۳۸۶ | همیشه پای یک زن در میان است                   | کمال تبریزی            |
| ۱۳۸۶ | دوشیزه باران                                  | محمدعلی سلیمان تاش     |
| ۱۳۸۶ | سفر مرگ                                       | حسن آقاکریمی           |
| ۱۳۸۵ | کلاهی برای باران                              | مسعود نوابی            |
| ۱۳۸۵ | قاعده بازی                                    | احمدرضا معتمدی         |
| ۱۳۸۵ | روز برمی‌آید                                   | بیژن میرباقری          |
| ۱۳۸۵ | سه زن                                         | منیژه حکمت             |
| ۱۳۸۵ | مینای شهر خاموش                               | امیرشهاب رضویان        |
| ۱۳۸۴ | به آهستگی                                     | مازیار میری            |
| ۱۳۸۴ | جایی در دوردست                                | خسرو معصومی            |
| ۱۳۸۴ | پیشنهاد پنجاه میلیون تومانی                   | مادری صباغ‌زاده         |
| ۱۳۸۳ | شاخه گلی برای عروس                            | قدرت‌الله صلح میرزایی   |
| ۱۳۸۳ | بیدار شو آرزو                                 | کیانوش عیاری           |
| ۱۳۸۲ | مارمولک                                       | کمال تبریزی            |
| ۱۳۸۱ | صورتی                                         | فریدون جیرانی          |
| ۱۳۸۱ | رسم عاشق کشی                                  | خسرو معصومی            |
| ۱۳۸۱ | تهران ساعت ۷ صبح                              | امیرشهاب رضویان        |
| ۱۳۸۱ | دو فرشته                                      | محمد حقیقت             |
| ۱۳۸۱ | روز کارنامه                                   | مسعود کرامتی           |
| ۱۳۸۰ | خانه‌ای روی آب                                 | بهمن فرمان آرا         |
| ۱۳۸۰ | عزیزم من کوک نیستم                            | محمدرضا هنرمند         |
| ۱۳۸۰ | ایستگاه متروک                                 | علیرضا رئیسیان         |
| ۱۳۷۹ | از کنار هم می‌گذریم                            | ایرج کریمی             |
| ۱۳۷۹ | زیر نور ماه                                   | سیدرضا میرکریمی        |
| ۱۳۷۸ | کودک و سرباز                                  | سیدرضا میرکریمی        |

### تلویزیون
| سال  | نام اثر                            | کارگردان                  | شبکه پخش‌کننده |
| ---- | ---------------------------------- | ------------------------- | ------------- |
| ۱۳۷۵ | بچه‌های مدرسه همت                   | سیدرضا میرکریمی           | شبکه ۲        |
| ۱۳۸۰ | دوران سرکشی                        | کمال تبریزی               | شبکه تهران    |
| ۱۳۸۲ | روزهای به‌یادماندنی                 | همایون شهنواز تورج منصوری | شبکه ۱        |
| ۱۳۸۲ | مزرعه آفتابگردان                   | فریدون حسن پور            | شبکه ۱        |
| ۱۳۸۳ | ۱۰۱ راه برای ذله کردن پدر و مادرها | حجت قاسم‌زاده اصل          | شبکه تهران    |
| ۱۳۸۳ | مزرعه کوچک                         | سیروس مقدم                | شبکه ۱        |
| ۱۳۸۵ | زیرزمین                            | علیرضا افخمی              | شبکه ۳        |
| ۱۳۸۵ | صاحبدلان                           | محمدحسین لطیفی            | شبکه ۱        |
| ۱۳۸۵ | قرارگاه مسکونی                     | سیدجواد رضویان            | شبکه تهران    |
| ۱۳۸۵ | راه بی‌پایان                        | همایون اسعدیان            | شبکه ۳        |
| ۱۳۸۶ | یک وجب خاک                         | علی عبدالعلی‌زاده          | شبکه ۳        |
| ۱۳۸۶ | روزگار قریب                        | کیانوش عیاری              | شبکه ۳        |
| ۱۳۸۶ | دریا در غربت                       | سید رحیم حسینی            | شبکه ۱        |
| ۱۳۸۶ | یک مشت پر عقاب                     | اصغر هاشمی                | شبکه ۱        |
| ۱۳۸۶ | سه در چهار                         | مجید صالحی                | شبکه ۱        |
| ۱۳۸۷ | مثل هیچ‌کس                          | عبدالحسن برزیده           | شبکه ۲        |
| ۱۳۸۷ | عملیات ۱۲۵                         | بهروز افخمی               | شبکه تهران    |
| ۱۳۸۷ | غیرمحرمانه                         | مسعود رسام                | شبکه تهران    |
| ۱۳۸۷ | دیدار                              | سیدجواد هاشمی             | شبکه ۳        |
| ۱۳۸۸ | عبور از پاییز                      | مسعود شاه محمدی           | شبکه ۲        |
| ۱۳۸۸ | محله تهرونی‌ها                      | سهیل موفق                 | شبکه تهران    |
| ۱۳۸۸ | لطفاً دور نزنیم                     | مهدی مظلومی               | شبکه تهران    |
| ۱۳۸۸ | چاردیواری                          | سیروس مقدم                | شبکه ۱        |
| ۱۳۸۹ | آسمان همیشه ابری نیست              | سعید عالم‌زاده             | شبکه ۱        |
| ۱۳۸۹ | خوش‌نشین‌ها                          | سعید آقاخانی              | شبکه ۳        |
| ۱۳۸۹ | خنده بازار (سری اول)               | شهاب عباسی                | شبکه ۳        |
| ۱۳۸۹ | قهوه‌خانه بهشت                      | محمد تقی انصاری           | شبکه قرآن     |
| ۱۳۸۹ | از یاد رفته                        | فریدون حسن‌پور             | شبکه ۱        |
| ۱۳۹۰ | سایه روشن                          | آرش معیریان               | شبکه ۱        |
| ۱۳۹۰ | ساختمان پزشکان                     | سروش صحت                  | شبکه ۳        |
| ۱۳۹۰ | سی امین روز                        | جواد افشار                | شبکه ۲        |
| ۱۳۹۰ | آقای مدیر                          | مجید عباسی                | شبکه ۱        |
| ۱۳۹۰ | فراموشی                            | سعید سلطانی               | شبکه تهران    |
| ۱۳۹۱ | شوق پرواز                          | یدالله صمدی               | شبکه ۱        |
| ۱۳۹۱ | دزد و پلیس                         | سعید آقاخانی              | شبکه ۳        |
| ۱۳۹۱ | خانه‌ای روی تپه                     | داریوش یاری               | شبکه ۲        |
| ۱۳۹۱ | هفت سین                            | یدالله صمدی               | شبکه تهران    |
| ۱۳۹۲ | بالهای خیس                         | عباس رنجبر                | شبکه ۱        |
| ۱۳۹۲ | روزهای بد، به‌در                    | سعید آقاخانی              | شبکه ۳        |
| ۱۳۹۳ | گذر از رنج‌ها                       | فریدون حسن پور            | شبکه ۱        |
| ۱۳۹۳ | معراجی‌ها                           | مسعود ده‌نمکی              | شبکه ۱        |
| ۱۳۹۳ | لبخند ماهی‌ها                       | سعید بصیری                | شبکه ۲        |
| ۱۳۹۳ | بین خودمون بمونه                   | علی عطشانی                | شبکه ۲        |
| ۱۳۹۳ | دردسرهای عظیم                      | برزو نیک‌نژاد              | شبکه ۳        |
| ۱۳۹۳ | پرده‌نشین                           | بهروز شعیبی               | شبکه ۱        |
| ۱۳۹۴ | دردسرهای عظیم ۲                    | برزو نیک نژاد             | شبکه ۳        |
| ۱۳۹۴ | غیرعلنی                            | مهرداد خوشبخت             | شبکه ۲        |
| ۱۳۹۵ | سرزمین مادری                       | کمال تبریزی               | شبکه ۳        |
| ۱۳۹۵ | لیسانسه‌ها                          | سروش صحت                  | شبکه ۳        |
| ۱۳۹۶ | افسانه هزارپایان                   | شهاب عباسی                | شبکه ۳        |
| ۱۳۹۶ | بیم و امید                         | داوود بیدل                | شبکه ۱        |
| ۱۳۹۷ | کوبار                              | فریدون حسن پور            | شبکه ۲        |
| ۱۳۹۷ | ۸۷ متر                             | کیانوش عیاری              | شبکه ۱        |
| ۱۳۹۷ | آچمز                               | مهرداد خوشبخت             | شبکه ۳        |
| ۱۳۹۸ | زوج یا فرد                         | علیرضا نجف زاده           | شبکه ۳        |
| ۱۳۹۸ | گیله وا                            | اردلان عاشوری             | شبکه ۳        |
| ۱۳۹۸ | سرگذشت                             | سید جمال سیدحاتمی         | شبکه ۱        |
| ۱۳۹۸ | جلال                               | حسن نجفی                  | شبکه ۱        |
| ۱۳۹۸ | زندگی شگفت‌انگیز است                | مجتبی چراغعلی             | شبکه ۲        |
| ۱۳۹۹ | پدر پسری                           | محمدرضا حاجی غلامی        | شبکه تهران    |
| ۱۳۹۹ | آخر خط                             | علیرضا مسعودی             | شبکه ۳        |
| ۱۳۹۹ | بیگانه ای با من است (فصل اول)      | احمد امینی                | شبکه ۲        |
| ۱۳۹۹ | جلال ۲                             | حسن نجفی                  | شبکه ۱        |
| ۱۴۰۰ | روزهای آبی                         | محمدرضا حاجی غلامی        | شبکه تهران    |
| ۱۴۰۰ | بوتیمار                            | علیرضا نجف زاده           | شبکه ۳        |
| ۱۴۰۰ | صبح آخرین روز                      | حسین تبریزی               | شبکه ۲        |
| ۱۴۰۰ | دست انداز                          | شهاب عباسی                | شبکه نسیم     |
| ۱۴۰۰ | وضعیت زرد ۱                        | مجید رستگار               | شبکه ۳        |
| ۱۴۰۰ | در کنار پروانه‌ها                   | داریوش یاری               | شبکه ۲        |
| ۱۴۰۰ | هم‌سایه                             | محمدحسین غضنفری           | شبکه ۳        |
| ۱۴۰۰ | رعد و برق                          | بهروز افخمی               | شبکه ۱        |
| ۱۴۰۱ | خوشنام                             | علیرضا نجف زاده           | شبکه ۱        |
| ۱۴۰۱ | آزادی مشروط                        | مسعود ده‌نمکی              | شبکه ۱        |
| ۱۴۰۱ | وضعیت زرد ۲                        | مجید رستگار               | شبکه ۲        |
| ۱۴۰۳ | سوجان                              | حسین تبریزی               | شبکه ۱        |

### شبکه نمایش خانگی
| سال  | نام اثر     | کارگردان         | پخش          |
| ---- | ----------- | ---------------- | ------------ |
| ۱۴۰۱ | اسپینجر     | علیرضا کریم زاده | نمافیلم      |
| ۱۴۰۱ | شبهای مافیا | سعید ابوطالب     | فیلیمو       |
| ۱۴۰۰ | جوکر        | احسان علیخانی    | فیلیمو       |
| ۱۳۹۹ | موچین       | حسین تبریزی      | روبیکا       |
| ۱۳۹۶ | گلشیفته     | بهروز شعیبی      | فیلیمو       |
| ۱۳۹۴ | شام ایرانی  | سروش صحت         | فیلیمو نماوا |
| ۱۳۹۰ | ساخت ایران  | محمدحسین لطیفی   | فیلیمو نماوا |

### برنامه‌های تلویزیونی
| سال       | عنوان            | کارگردان         | پخش          |
| --------- | ---------------- | ---------------- | ------------ |
| ۱۴۰۳–۱۴۰۱ | خودمونی          |                  | شبکه ۳       |
| ۱۴۰۱      | دورهمی           | مهران مدیری      | شبکه نسیم    |
| ۱۴۰۱      | هاشور            | سید احمد مصطفوی  | شبکه افق     |
| ۱۴۰۰      | عصر جدید         | احسان علیخانی    | شبکه ۳       |
| ۱۴۰۰      | ۱۴ اینچ          | امین زندگانی     | شبکه آی فیلم |
| ۱۴۰۰      | سلام صبح بخیر    | سعید پروینی      | شبکه ۴       |
| ۱۳۹۹      | شب فیروزه ای     | ابوالفضل آقاخانی | شبکه تهران   |
| ۱۳۹۸      | هزاردستان        | مریم نوابی نژاد  | شبکه نسیم    |
| ۱۳۹۸      | چهل تیکه         | الهام حاتمی      | شبکه نسیم    |
| ۱۳۹۸      | رخ               | مهدی بوستان پرور | شبکه مستند   |
| ۱۳۹۶      | یک ماه، یک ستاره | رضا عاطفی        | شبکه مستند   |
| ۱۳۹۶      | صبح خلیج فارس    | نجمه جودکی       | شبکه شما     |
| ۱۳۹۵–۱۳۹۶ | مهمان ما باشید   | معصومه پورحسینی  | شبکه ۳       |
| ۱۳۹۵      | دوباره زندگی     | سید علی سجادی    | شبکه مستند   |

## نامزدی‌ها و جوایز
| سال  | جشنواره          | عنوان جایزه                                              | نام اثر                  | نتیجه    |
| ---- | ---------------- | -------------------------------------------------------- | ------------------------ | -------- |
| ۱۳۷۸ | جشنواره فیلم فجر | سیمرغ بلورین بهترین بازیگر نقش مکمل مرد جشنواره فیلم فجر | کودک و سرباز             | نامزدشده |
| ۱۳۹۴ | جشن حافظ         | بهترین بازیگر کمدی مرد                                   | معراجی هادردسرهای عظیم ۲ | برنده    |

}

## حواشی
مهران رجبی در جریان اعتراضات ۱۴۰۱ با انتشار ویدیویی از نیروی انتظامی تشکر کرد وی در این ویدیو گفت:
با سپاس از بچه‌های خوب نیروی انتظامی که با سعه‌صدر و دلاوری زایدالوصفی تونستند آتش رو خاموش کنند آتشی که به بهانه خانم مهسا امینی رحمه‌الله علیها ایجاد شده بود و بهانه‌ای بود برای شبکه‌های کثیف و معاند روبرو.
 اظهارات رجبی واکنش‌های فراوانی داشت که تا چند ماه ادامه داشت از حمله کاربران فضای مجازی تا هنرمندان و ساخت جوک برای او. مهران رجبی ۲۹ آبان ۱۴۰۱ در یادواره شهدای کربلای ۵ برای اولین‌بار به این اتفاقات واکنش نشان داد و گفت:
ما خیلی توهین می‌شندیم که کدوم سوراخ موش قائم شدی کجا هستی چرا هیچی نمی‌گی با فحش البته، من میگم ۶۱ سالمه خیلی معدلم الف باشه ۱۹ سال دیگه زیر خاکیم تموم شد خب من باید جواب ماشالا لطفی که کنارم تو بستان شهید شد رو بدم، باید اون محمدحسین ناصری که از کرج اعزام شدیم شهید شد، خب جواب اینا رو کی می‌خواد بده، بعد میگن تو سوراخ موش قائم شدی و یه جایی که باید حرفی می‌زدی ترسیدی، بابا عزت رو خدا میده عزت رو فالوور و منوتو نمیده.